# 亏格
数学上的亏格，也称为曲面种数（英語：Genus）有几个不同但密切相关的意思。最常见的概念是（有方向的）曲面的亏格，是其具有的“孔”的数量，因此，一个球体的亏格为0，而一个圆环的亏格为1。

## 拓扑

### 可定向曲面
连通，可定向曲面的亏格是一个整数，代表沿闭简单曲线切开但不切断曲面的最大曲线条数。这和柄的个数是相同的。
例如：
- 球面，圆盘和环亏格都为0。
- 环面亏格1，和带一个柄的咖啡杯的表面是一样的。

可定向曲面的亏格
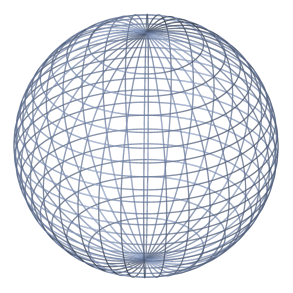
亏格0
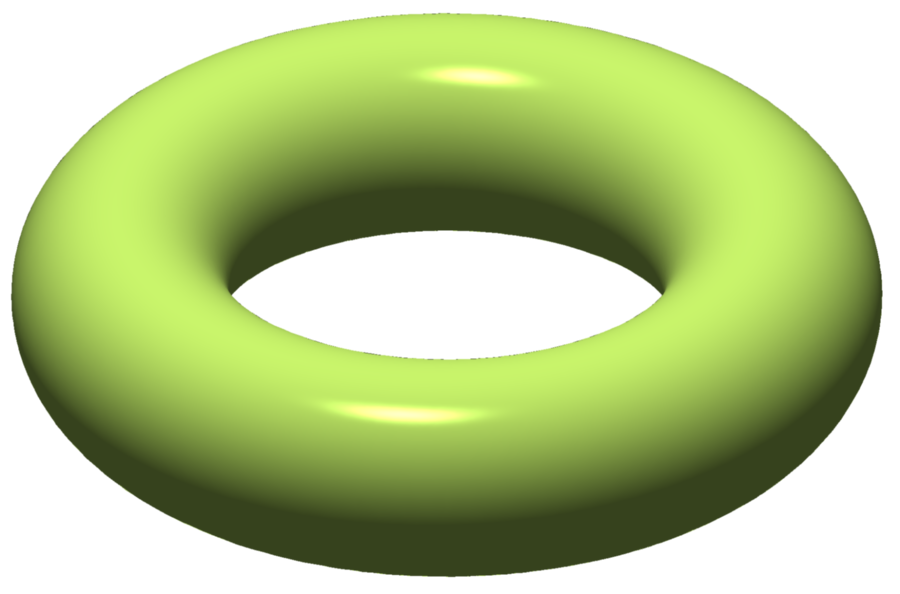
亏格1
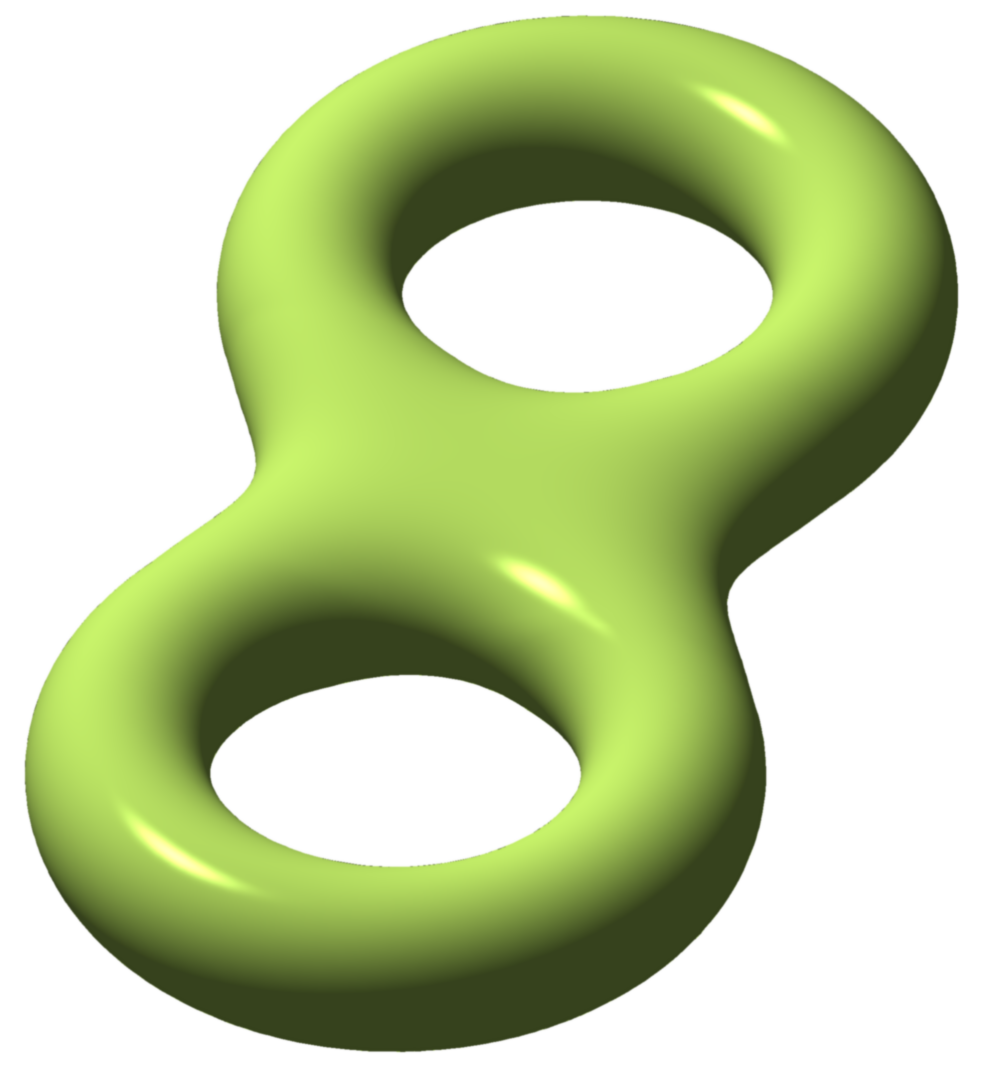
亏格2
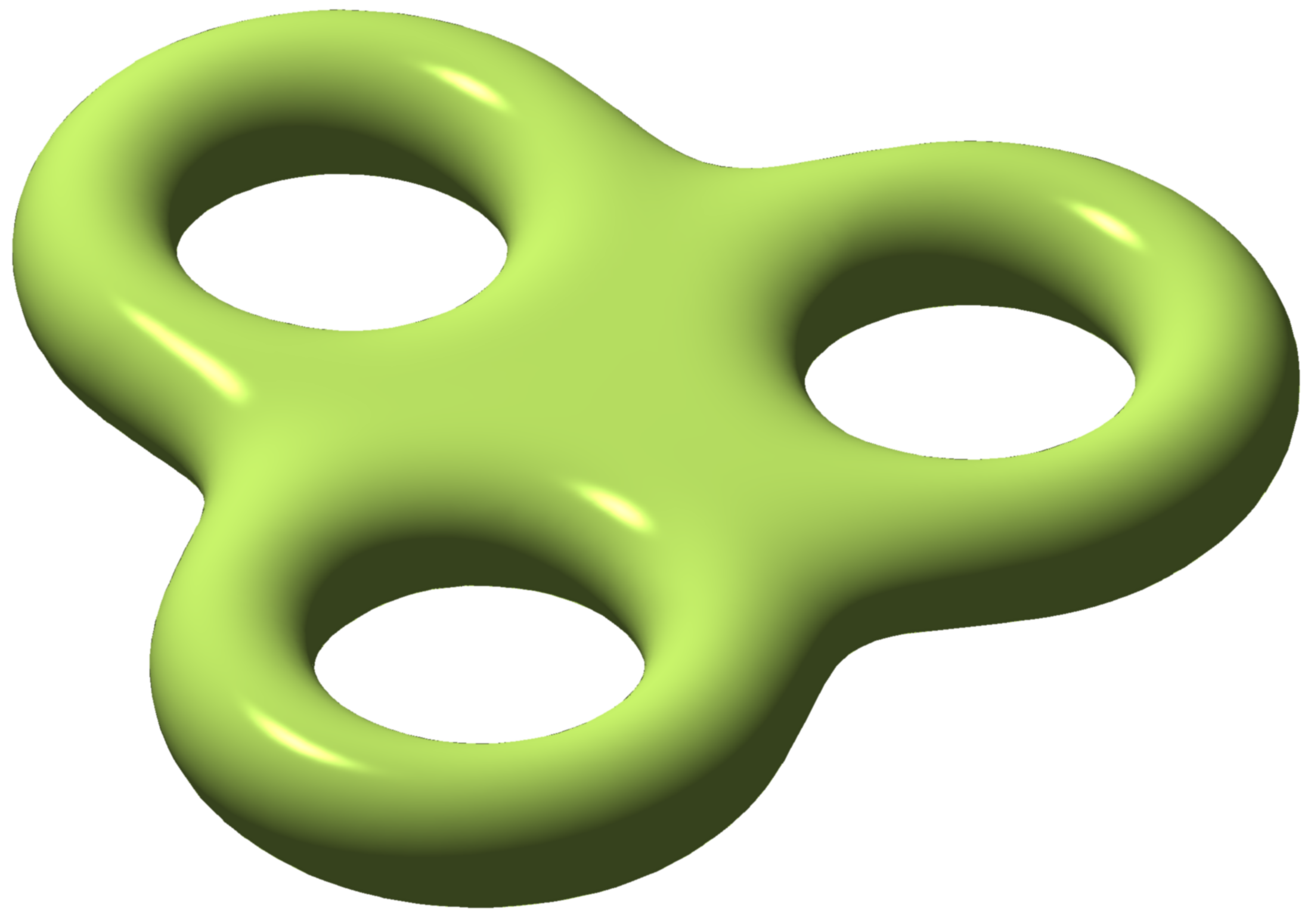
亏格3

### 不可定向曲面
连通，不可定向闭曲面的（不可定向）亏格是一个正整数，代表附在球上的交叉帽的个数。
例如：
- 射影平面有不可定向亏格1。
- 克莱因瓶有不可定向亏格2。

### 纽结
纽结K的亏格定义为所有K的Seifert曲面的最小亏格。

### 柄体
3维柄体的亏格是一个整数，代表沿嵌入的圆盘切开而不切断流形的最大切割数。这和柄的个数是一致的。
例如：
- 球亏格0。
- 实心环{\displaystyle D^{2}\times S^{1}}亏格为1。

## 图论
图的亏格是最小的整数n使得图可以不用交叉就画在有n个柄的球面上（也就是亏格为n的可定向曲面）。这样，一个平面图亏格为0，因为可以画在球面上而没有自交。
图的不可定向亏格是最小的整数n使得图可以不用交叉就画在有n个交叉帽的球面上（也就是不可定向亏格为n的不可定向曲面）。
在拓扑图论中，有几种对群的亏格的定义。Arthur T. White引入了如下概念。群{\displaystyle G}的亏格是{\displaystyle G}的任意（连通，无向）凯莱图的最小格。

## 代数几何
有个任意代数曲线C的亏格的定义.
当定义C的域是复数，且C无奇点时，该定义和作为黎曼曲面的C的拓扑定义相同（其复数点组成的流形）.代数几何中的椭圆曲线的定义为亏格为1的非奇异曲线。

## 参看
- 凯莱图
- 群
- 曲面